# مقابة
مقابة هي قريةٌ تقعُ في المنطقة الشمالية منَ البحرين وتبعد عن العاصمة المنامة حوالي عشرة كيلومترات. يبلغُ عدد سكّان هذه القرية حوالي 1200 نسمة تقطنُ ما يقارب 100 بيت؛ وأكثر سكان القرية تربطهم علاقة النسب.

## التاريخ
كانت القرية قبل حوالي 80 سنة تُقطن شمالًا من الموقع الحالي في الشتاء وعند الصيف يتحوّلُ الأهالي إلى المضاعن نظرًا لقربها من أشجار النخيل ومراكز المياه.
كانتِ الغالبية العظمى من السكان تعملُ بالفلاحة ولم يتجه سكان القرية إلى الأعمال الحكومية والشركات إلا في منتصف الستينات.
شبَّ حريقٌ كبيرٌ في عام 1955 في القرية بحيثُ أتى على ما يقارب من نصفها البيوت والحقول ما دفعَ الأهالي فيما بعدُ إلى بناء بيوتهم من الحجارة من جديد. بحلول عام 1966؛ تمّ تزويدُ القرية بالكهرباء لجميعِ البيوت فيما تمّ تزويدها بالمياه في العام الموالي.